# 鈴木亜久里
鈴木 亜久里（すずき あぐり、1960年9月8日 - ）は、元レーシングドライバーで実業家、株式会社アルネックス代表取締役。東京都板橋区出身。身長：180cm。 血液型A型。
中嶋悟に次ぐ日本人2人目のF1フルタイムドライバー。

## 経歴

### 生い立ち
東京都で生まれる。父親の鈴木正士（愛称：ジャッキー）はフランス領マルティニーク出身のフランス人と日本人の間に生まれたハーフで、亜久里自身はクォーターになる。名前の"亜久里"は、根本進の漫画『クリちゃん』に登場する兄弟（「アッちゃん」と「クリちゃん」）が由来である。
父・正士（1936-2011）は神戸生まれで愛媛県新居浜市、千葉県市川市で育ち、習志野市の東邦大学付属東邦高等学校卒業後、日本大学芸術学部で演劇を学び、日大応援団長も務めたのち、ホンダ航空で整備に携わった。レーサーの浮谷東次郎とも親交があり、浮谷から教わったレーシングカートの普及に携わることになる。1973年にカートショップ「ビック」を設立し、日本自動車連盟のカート委員も務めた。また、生沢徹や本田博俊も日本大学の同窓生であり、学生結婚で生まれた亜久里は、博俊の父である本田宗一郎に可愛がられた。
所沢市立東中学校、埼玉県立新座高等学校卒業。城西大学理学部中退。

### 国内時代

#### カート時代
1972年にカートレースデビュー。亜久里はカート協会の実力者だった父との二人三脚で国内カート界を代表する若手に成長を遂げる。1978年、1981年に全日本カート選手権A2クラスのチャンピオンに輝く。

#### F3
1979年から当時の最年少デビュー(18歳)で日本F3チャレンジカップ（全日本F3選手権）に参戦。しかしF3ではなかなか好成績を挙げられず、1983年、1985年にはシリーズ2位に入るものの、結局8年間もF3にとどまってしまう。この時期、同年齢の高橋徹が驚異の新人と騒がれた一方で、「カートでのしてきた鈴木亜久里もこれまでか」と見る向きもあった。
1983年シーズン終了後、レース活動資金が底をつき、使用していたエンジンチューナーのトムスがF3での活動を一時撤退したことから、引退を考えた時期がある。その相談をトムスの舘信秀に持ちかけたところ、舘は「（参戦しない）ウチにいてもしょうがない」と、トヨタ系の舘が日産系セントラル20のオーナーで舘の親友である柳田春人（柳田真孝の父）を紹介した。

#### グループA/グループC
その縁で亜久里は1984年に日産のF3エンジン開発を任され、1985年、ワークス活動を再開した日産（ニスモ）のワークスドライバーに抜擢される。全日本ツーリングカー選手権（グループA）にニスモからスカイラインRSターボで参戦、また全日本耐久選手権（グループC）にも柳田とのコンビでローラ・T810/日産で参戦することになった。亜久里はそのキャリアで初めて参戦資金を気にしないでレースに専念できることになった。
翌1986年、テスト中の事故で死去した萩原光の後任に指名され、ニスモにとって初挑戦となるル・マン24時間レースに星野一義・松本恵二とのトリオで初挑戦（結果はリタイア）。この年はグループAにてシリーズチャンピオンを獲得。カートからフォーミュラカーに進んだが、初タイトルを取ったカテゴリーはツーリングカーレースとなった。

#### F2/F3000
またこの頃オイルの輸入業によって資金を得たことで、富士GCシリーズ参戦の機会を得た。そこでの走りがヤマハエンジンの名チューナーとして名を馳せた松浦賢、ムーンクラフトの由良拓也の目に留まり、1986年の全日本F2最終戦からムーンクラフトのシートを獲得する。
1987年、新装となった全日本F3000選手権に参戦。大手運送会社のフットワークという大口スポンサーを掴んだことに加え、上述の松浦とのつながりからヤマハがコスワースDFVをベースに開発したコスワース・ヤマハOX77エンジン（5バルブ仕様）のワークスとなったことで勝てる体制を得て、1987年にはシリーズ2位、翌1988年には星野一義とのチャンピオン争いに勝ちシリーズチャンピオンを獲得した。この88年には日本のF3000とスケジュールがぶつからない日程の国際F3000選手権にもスポット参戦で挑んだが、レイナードとローラのシャーシが優勢だったヨーロッパにマーチ・88Bでの参戦だったことで予選を通過するのがやっとだった。その状況でポー市街地コースを劣勢のマーチシャーシで予選通過したこと、決勝日朝のウォームアップ走行で6位のタイムを出したことで欧州のメディア陣から注目を浴びた。エイドリアン・レイナードやゴードン・コパックなど現地にいたマシンデザイナーたちも「マーチで予選を通過するとは思わなかった」と、そのアタックを讃えた。

### F1時代

#### F1デビュー
既にザクスピードと契約し翌1989年のF1デビューを決めていた亜久里であったが、1988年10月30日決勝の日本GPに、中耳炎により急遽欠場となったヤニック・ダルマスの代役としてラルースチームからスポット参戦という思わぬ形でF1デビューを飾る。
この時、亜久里はフジテレビF1中継のゲスト解説者として鈴鹿入りする際の東海道新幹線内でF1参戦決定を知らされ、急遽後発のスタッフに自身のヘルメットを持参させ、 フィリップ・アリオーのレーシングスーツを着用してレースに臨んだ。しかしノンターボエンジン搭載の非力なマシンと、セッティングも万全ではなくレース中に数回のスピンを喫しながら16位で完走。ラルースからは次戦オーストラリアGPの出走もオファーされたが、日本でのレース参戦が事前に決まっていたため都合がつかずに断念している。

#### 全戦予備予選落ち

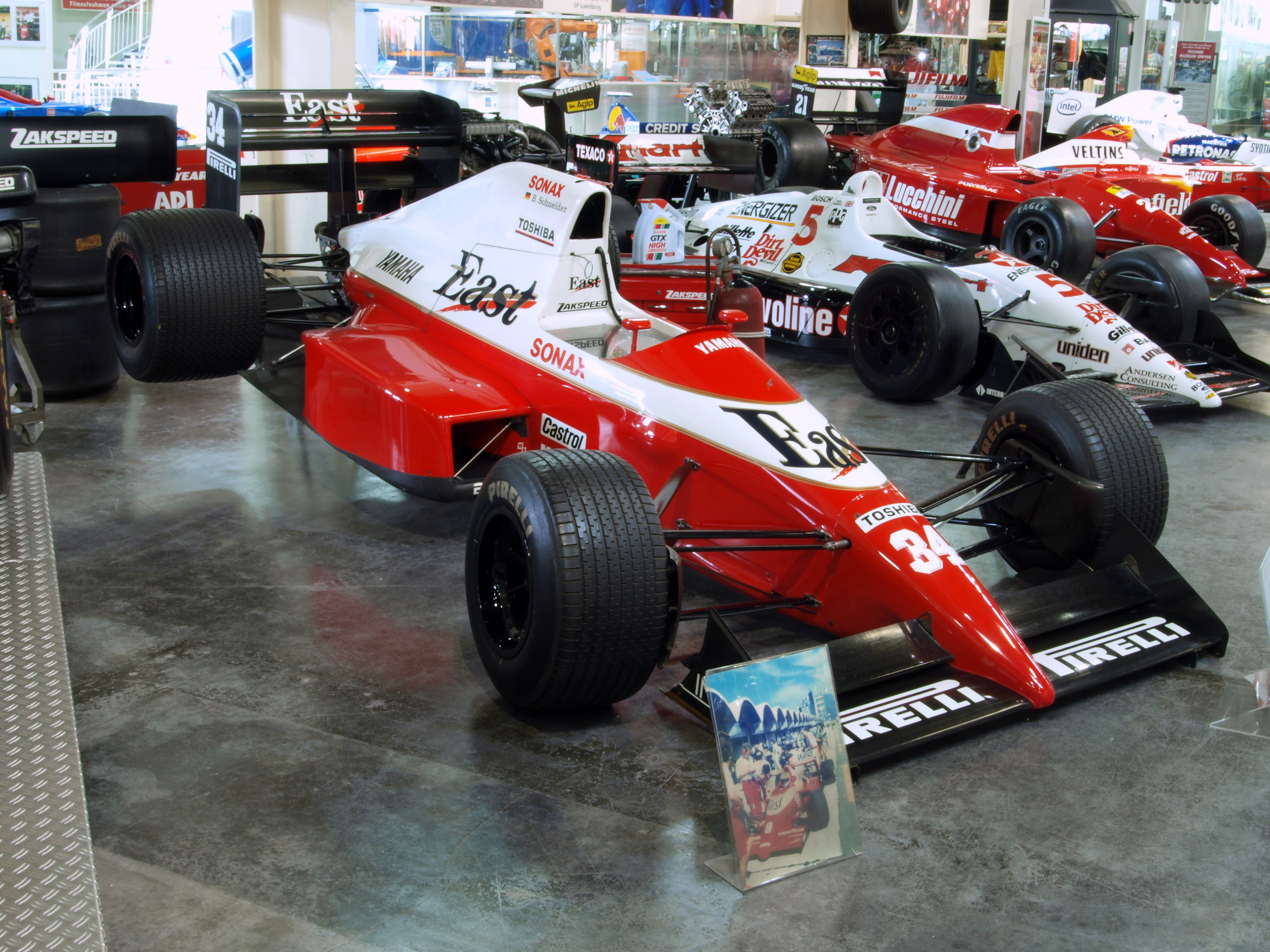
ザクスピード・891・ヤマハ

1989年には満を持してザクスピード・ヤマハでF1にフル参戦を開始。しかし、この年のザクスピード・ヤマハのマシンは致命的に戦闘力が不足しており、ヤマハOX88・V8エンジンもパワーが不足していた。ザクスピードスタッフの技術力もトランスミッションのギアの順番を間違えて組んでしまう未熟さで、亜久里はこの年「シーズン全16戦全て予備予選落ち」という不名誉な記録を作ってしまう。
予備予選向けの仮設チームガレージには、予備予選落ちを繰り返し、思うようなタイムが出せない、走らない車に「捨てちまえよ、こんな車！」と亜久里のそんな怒気を帯びる声が響くこともあった。ちなみにチームメイトのベルント・シュナイダーも16戦中予備予選通過は2回のみ（開幕戦のブラジルGPと日本GP）であった。

#### 日本人初の表彰台

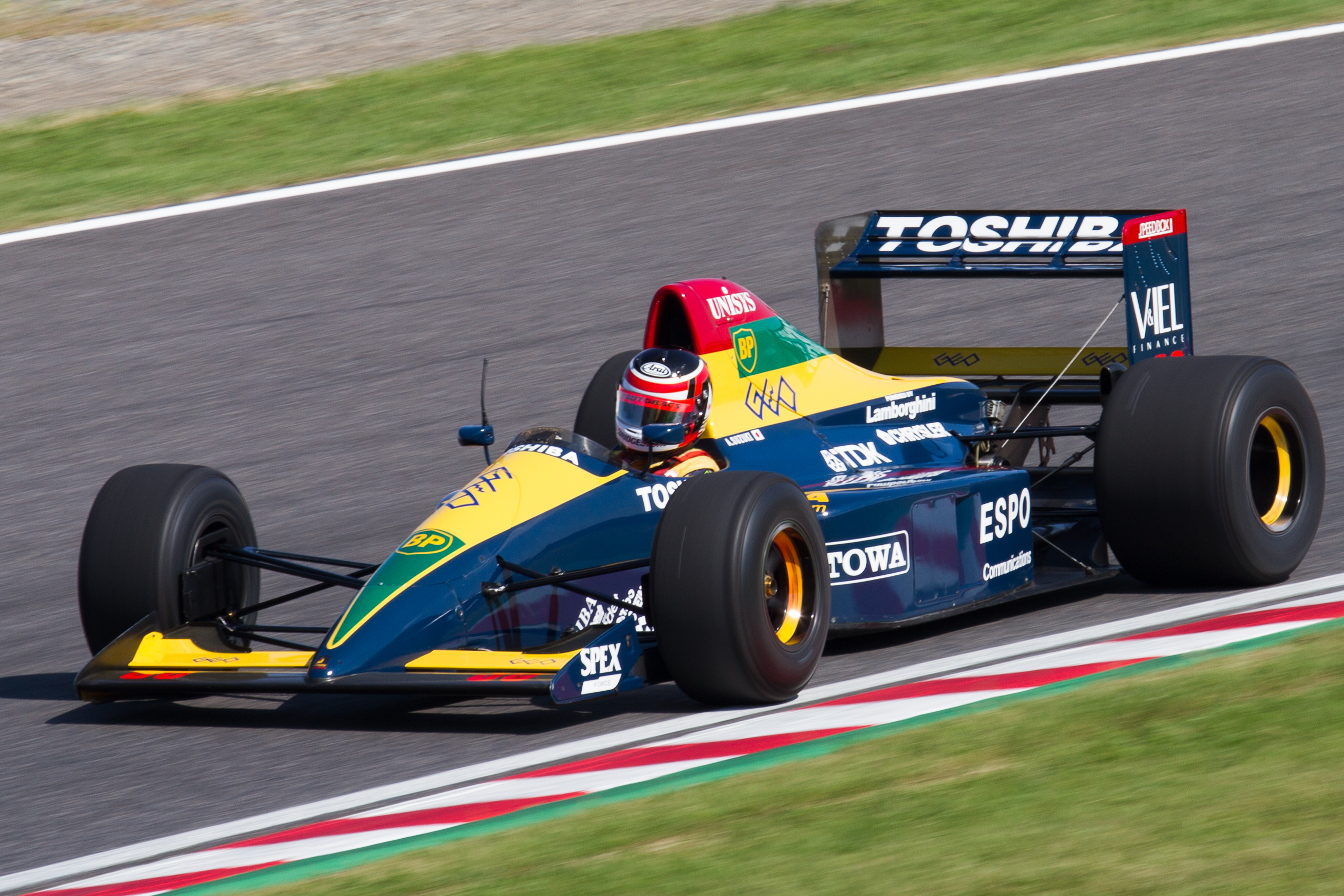
ローラLC90・ランボルギーニ

1990年は、自身のパーソナル・スポンサーであった伊東和夫（エスポ・コミュニケーションズ社長）が、この年よりチームオーナーとなっていたラルースチームに移籍。
バランスがよく扱いやすいローラ製のシャーシにパワーのあるランボルギーニV12エンジンを搭載したラルースのマシンは、シーズンが進むにつれて戦闘力を発揮するようになる。この年ラルースは予備予選を課せられていたが、チームメイトのエリック・ベルナールともども前半戦は全戦通過。前半戦でのポイント獲得で後半戦の予備予選が免除となった。また、この予備予選の1時間も戦闘力アップのための格好なテストとなっていた。
まずまずの戦闘力を持つマシンを手にし、「これでダメなら引退」との思いで臨んだシーズン中盤のイギリスGPで6位初入賞し、終盤のスペインGPでも再び6位入賞を記録。次戦日本GPでは上位勢がクラッシュなどで離脱する波乱のレースを、一時はファステストラップを記録して生き残り、ついに3位初表彰台を獲得した。これは2004年アメリカGPで佐藤琢磨が3位入賞するまで、長い間アジア人ドライバーとして唯一のF1における表彰台だった。また日本人ドライバーの母国グランプリでの表彰台は、2012年に小林可夢偉が3位表彰台に上がるまで唯一のものであった。
この日本GP前には、ベネトン代表のフラビオ・ブリアトーレからオファーを受け、1991年からの3年契約に合意していた。ラルースとの2年契約がもう1年残っていたが、すでにチームの資金不足が深刻化しており、「今年限りで撤退するからなんとかなるだろう」と思っていたという。しかし、他の日本系スポンサーの支援でチームは存続し、亜久里の契約も引き継がれたため、ベネトンへの移籍話も実現しなかった。とは言え、代わりにベネトンに加入したロベルト・モレノがイタリアGPでミハエル・シューマッハに交代させられたため、「移籍できたとしても、どのみちクビだったかもしれない」と語っている。
また、1990年は経験不足を補うため、F1のほかにトヨタから世界スポーツプロトタイプカー選手権（WSPC）にもエントリーをして二足の草鞋を履くという努力をしている。当時のWSPCはほぼF1と同じサーキットで開催されており、予備予選の僅かな時間しか走行できないハンデをWSPCに出場する事で補っていた。

#### 苦難の始まり
1991年のシーズン開幕前に、チームは前年のコンストラクターズポイントの剥奪処分を受けた。ローラ製シャシーを使用していたにもかかわらず、コンストラクター名を「ラルース」と誤った名称でエントリーしたことが理由とされた。また、ポイントを失ったことにより予備予選の対象とされるとも発表された（その後の裁定で、実際には予備予選の対象からは外された）。この処分によって前年のコンストラクターズランキング10位までのチームに与えられる移動手段（FOCA便）の使用権が剥奪されたが、ラルースの移動費用はFOCAにより補填された。この処分をめぐっては、前年のコンストラクターズランキングで11位に終わり、ラルースの処分によってFOCA便の使用権を得ることができるリジェによる訴えがあったと見られた。さらにバブル経済の崩壊でメインスポンサーのエスポが支援を縮小し、チームは資金難に陥る。その影響で前年の活躍を支えたランボルギーニエンジンの代金支払いが滞り、リジェに奪われてしまい、翌年は非力なコスワースDFRでの参戦となる。
このような厳しい状況に置かれた中開幕戦のアメリカGPでは中嶋悟に次ぐ6位に入賞するも、それ以降はベルギーGPをはじめとする4度の予選落ちを含め、一度も完走することができなかった。

#### エースドライバーとしてフットワークへ移籍
1992年に亜久里はかつてF3000時代のスポンサーだった縁から、アロウズを買収したフットワークチームに移籍。オーナーは日本人の大橋渡、エンジンも日本の無限ホンダという、事実上亜久里をエースドライバーとするアグリズチームといえ、それまでよりも遥かに安定した力を持つチームからの参戦が可能となった。前年1ポイントを獲得したこともあり、課せられていた予備予選も亜久里は免除された（チームメートのアルボレートが予備予選から出走した）。
ホンダV10をベースとする無限エンジンを積んだフットワークのマシンに期待が集まったが、92年シーズンの最高位はスペインGPの7位、入賞はおろか完走すらおぼつかないと言う結果に終わる。シーズン前半には「コクピットが狭く、自身のドライビングポジションが取れない」旨を繰り返し訴えてはいたが、この点を改良したシャーシ投入後も亜久里は精彩を欠いていた。
1993年はシーズン途中にマクラーレン製のアクティブサスペンションを購入してから、マシンバランスに起因するハンドリング不良を打ち消すことに成功、予選トップ10の常連となる。特にベルギーGPでは当時の日本人予選最高位タイの6番手（初日5位）に入り、90年鈴鹿での表彰台の再来が大いに期待された。しかし、FA14はギアボックスのトラブルが多く、第9戦イギリスGPから第15戦日本GPまで7戦連続でリタイアを喫してしまい、最終戦のオーストラリアでも7位に終わってしまった。
結局フットワーク時代の2年間は、表彰台はおろか入賞さえもできずに終わってしまう。チームメイトに迎えたミケーレ・アルボレート（92年）とデレック・ワーウィック（93年）の両ベテランドライバーが、老練なる走りにて着実にポイントを獲得したこともあり(特に92年のアルボレートは11戦連続完走し、そのシーズン最も決勝レースにて周回数を稼いだ）、亜久里のドライバーとしての評価も微妙なものとなってしまった。
チームオーナーの大橋渡が計画したチーム監督ジャッキー・オリバーの更迭失敗による確執や、フットワーク本体の経営不振に伴うチーム運営からの撤退、亜久里自身の成績もあり、（亜久里自身は「チームとしては運営継続されるのだから移籍はしない」とは話していたが）1993年のシーズンオフにはとうとうフットワーク（アロウズ）のシートを失ってしまう。無限ホンダエンジンを搭載することとなったロータスと移籍交渉があったが合意に至らず、結局1994年のシートを得られないまま浪人となった。

#### F1浪人
1994年には、かつての恩人・舘信秀の誘いを受け、亜久里の提示する条件をトヨタが飲む形でトムスから全日本ツーリングカー選手権（JTCC）に参戦した。
だが、F1への復帰は諦めておらず、開幕のブラジルGPにて多重クラッシュの要因を作ってしまったことにより、レース出場停止中となったエディ・アーバインの代役として、第2戦パシフィックGPに、ジョーダンから1戦のみスポット参戦した。リタイア直後、ピットリポーターの津川哲夫が「次…（じゃあ、頑張って下さい）」と発すると、「次、無いんだ」との返答をしている。当意即妙ではあったものの、このシーズンの亜久里の立場をよく表すものであった。
元々亜久里自身はスポット参戦には否定的であった。その理由は、スポット参戦と言う僅かな時間で実力を発揮する事の難しさと自身の責任に依らないリタイア等でキャリアに傷を付けてしまうリスクが非常に高い故であった。ルーキーなら兎も角、すでにキャリアを積んでいる亜久里にとってはデメリットの方が大きかった（ジョーダンからは続くサンマリノGPとモナコGPへのオファーもあったが亜久里自身が断っている）。しかしそれを覆しスポット参戦したのは周りからの強い要望（特にパシフィックGPのスポンサーからの要望）があったゆえである。

#### F1復帰と引退

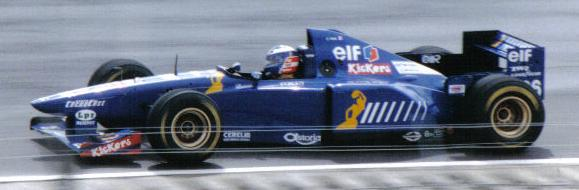
リジェJS41・無限ホンダ

1995年には無限エンジンを積むリジェチームと、オリビエ・パニスのチームメイトとして契約した。しかし開幕直前になって、マネージングディレクターのトム・ウォーキンショーが推すマーティン・ブランドルとシートをシェアする形になることが発表され、亜久里はわずか6戦に参戦するに留まった。ウォーキンショーが必要としたのは無限エンジンであり、その為に日本人ドライバーである亜久里を起用したに過ぎなかったためである。また、トム・ウォーキンショー・レーシング (TWR) が運営していた耐久レースのジャガーチームで活躍したブランドルを優先させたいという思惑もあった。
亜久里サイドは全戦契約のつもりであったようだが、契約締結後、日本に帰国した時にはブランドルとのシートシェアがチームから発表されているなど、チーム側（特にウォーキンショー）の不可解な契約解釈もあり、ブランドルでさえ日本にいる自身のファンの反応を気にするなど、亜久里の扱いに同情が集まることとなった。
こうした逆風の中、開幕のブラジルGPでは8位でレースを終え、優勝のミハエル・シューマッハと2位デビッド・クルサードが1度は失格という判定が出されたため、6位入賞とされたが、その後に再度その判定が覆ったため、ノーポイントとなるが、ドイツGPでは実に4年振り（51戦振り）となる6位入賞を果たしたものの、チームメイトのパニス、そしてシートシェアしたブランドルの両者は、そのシーズンに表彰台にも登っており、さしたるアピールとはならなかった。
ひそかに亜久里は最後の花道を飾るつもりで、その年の日本GPに臨んだ。予選後には引退会見を行うつもりだったが、予選2日目のアタック中にS字コーナーでクラッシュを喫して肋骨骨折・肺挫傷の重傷を負った。翌日のレースを走ることなく、亜久里はF1から引退することになった。

### ドライバーからオーナーへ

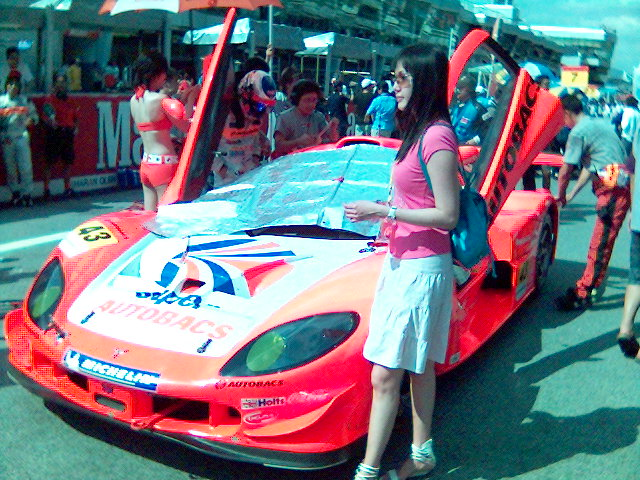
SUPER GTに参戦するARTAのガライヤ

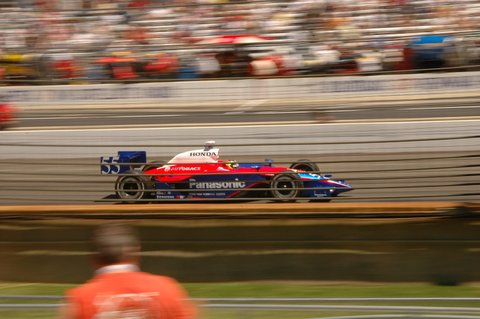
IRLに参戦するスーパーアグリ・フェルナンデス・レーシングの松浦孝亮

F1ドライバーを引退した亜久里は、1996年にスーパーアグリカンパニーを設立。自らはドライバーとして全日本GT選手権やル・マン24時間レースに参戦し、1998年のル・マンでは総合3位に入賞、日本人では初めてF1とル・マンの両方の表彰台に上がったドライバーとなる。一方で、船井電機をスポンサーとした「FUNAI SUPER AGURI」チームを率いてフォーミュラ・ニッポンにエントリーした。
1997年のシーズンオフにはオートバックスと提携して「ARTA（AUTOBACS Racing Team AGURI）」プロジェクトを発足。以後チーム総監督としてフォーミュラ・ニッポンや全日本GT選手権に参戦したほか、若手ドライバーの育成にも取り組み、2001年にはARTAのバックアップでドイツF3に参戦した金石年弘がシリーズチャンピオンを獲得する。自身のドライバー活動もそれと並行して続けてきたが、2000年シーズンを最後に完全にレーシングドライバーを引退した。
2003年にはエイドリアン・フェルナンデス率いるフェルナンデス・レーシングとの提携で「スーパーアグリ・フェルナンデス・レーシング」を設立。チームオーナーとしてアメリカのフォーミュラトップカテゴリーのIRL（インディ・レーシング・リーグ）へ本格的に参戦を開始した。ロジャー安川（2003年）や松浦孝亮（2004年 - 2006年）をドライバーに起用し、当初は自ら陣頭指揮を執る力の入れようだった。
2005年には、ARTAと童夢、ホンダのジョイントで作られたSUPER GT参戦のためのチーム「Team Honda Racing」のチーム代表にも就任したが、同チームは2006年一杯で解散した。
その後も自チームで活動を続け、2007年には伊藤大輔・ラルフ・ファーマンによって参戦以来初のSUPER GTのタイトルを獲得した。
2010年はNSX-GTからHSV-010にスイッチし、第6戦Pokka鈴鹿700kmではポールトゥーウィンを果たした。2011年はより体制の強化を図ってドライバーを一新し、IRL帰りの武藤英紀と2010年第6戦鈴鹿でポールポジションを獲得した小林崇志を起用した。また、GT300のメンテナンスも自社(アルネックス)で行うように体制を変更した。
なおIRLについては、2007年より提携先をパンサー・レーシングに変更し、「スーパーアグリ・パンサー・レーシング」として参戦したが（ドライバーは引き続き松浦孝亮）、思うような結果が出ず、同年を最後にIRLから撤退した。

### オーナーとしてF1参戦
2005年には夢であったF1チームの所有に向けて動き出す。ディレクシブの支援を受け、ホンダに対してB・A・Rの共同経営を提案。その後紆余曲折を経て、ホンダからエンジン供給を取り付け、一からチームを立ち上げることを決意した。
2005年11月1日には、翌年よりスーパーアグリ・フォーミュラ1としてF1に参戦する予定であると発表（2006年3月24日にスーパーアグリF1チームに変更）。供託金振込みの延滞によりエントリーリストから漏れるも、12月20日には参戦中の10チーム全てから「レイト・エントリー」への同意を取り付け、ようやく2006年1月27日にFIAからのエントリー許可を得た。

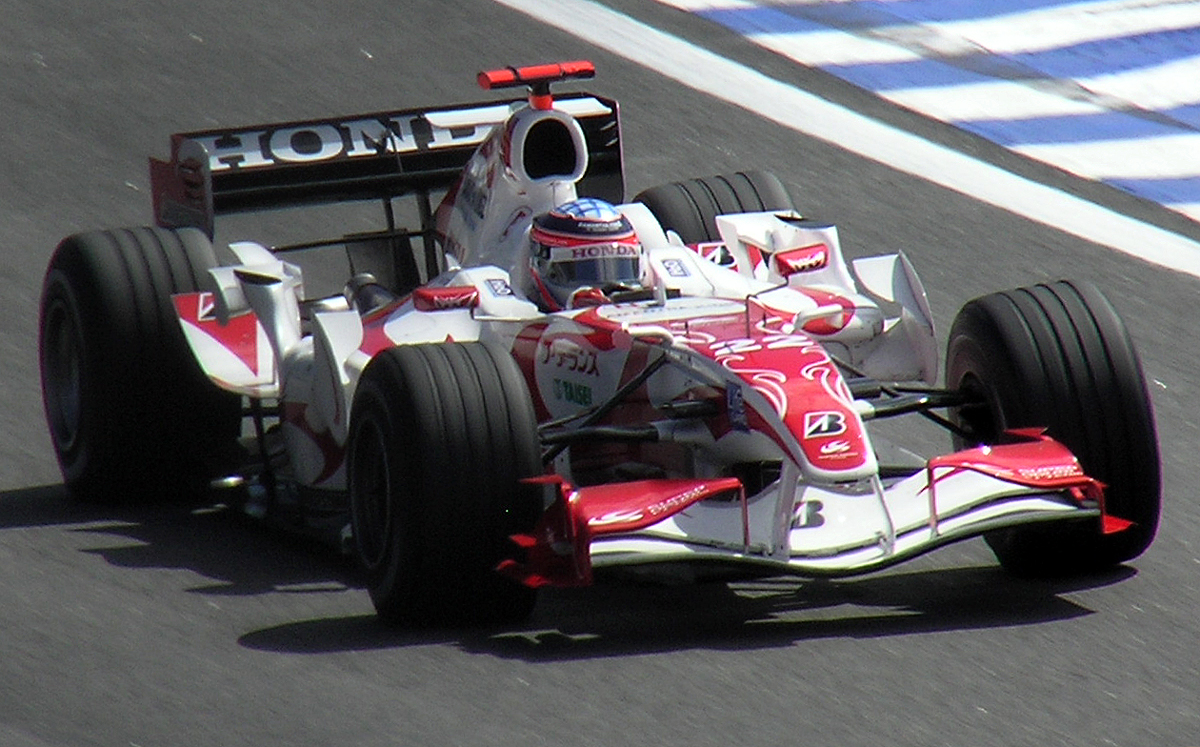
佐藤琢磨がドライブするスーパーアグリSA06・ホンダ

元は因縁のウォーキンショーが所有していたアロウズの施設とメンバーを中心にしたスタッフで構成され、シャシーについても、参戦までの時間的制約と、過去2年間に他チームが使用したシャシーは知的所有権の譲渡を含めて使用できないという国際自動車連盟 (FIA) の判断が下されたことから、旧アロウズが2002年シーズンに使用していたA23をベースにした「SA05」で開幕後数戦に参戦することとなった。
2006年シーズンは準備期間の短さ、マシンの戦闘力不足、ドライバーの井出有治のスーパーライセンス剥奪、大口スポンサーの獲得失敗による資金不足といった苦難に立ち向かいながら、後半戦にSA06とSA06Bを投入。獲得ポイント0点でデビューシーズンを終えた。
2年目の2007年は前半戦に佐藤琢磨が2度の入賞を果たす躍進を遂げた。しかし、ばんせい山丸証券の紹介でメインスポンサーに就任した「SS UNITED GROUP」が資金未払い問題を起こし、チームの資金繰りが悪化した。
2008年は中東の投資会社ドバイ・インターナショナル・キャピタル (DIC) へオーナーシップを譲る交渉を続け、開幕戦から出場することができた。しかし、土壇場でDICが翻意したため、スペインGP後の5月6日にF1撤退・チーム解散を表明した。

### フォーミュラE
2013年11月、2014年より開催される新たなモータースポーツであるフォーミュラEにスーパーアグリとして参戦することを発表した。その後イギリスの保険会社アムリンをメインスポンサーに迎えたことからチーム名を「スーパーアグリ・フォーミュラEチーム」から「アムリン・アグリ・フォーミュラEチーム」に改名した。鈴木はエグゼクティブ・チェアマンとしてチームに関わる。2015-2016シーズンは、アムリンがメインスポンサーから離れたため、「チーム・アグリ」としてエントリーして参戦。結局同シーズンの終了後にチームを中国の投資家グループに売却してフォーミュラEから撤退した。
2024年3月、フォーミュラEの東京 E-Prixが初開催された際には、現地選出のレーススチュワード（競技委員）として運営に携わった。

## その他
- 2歳の頃、既に父親のベンツを立ったままで運転して近所を周っていた。
- カート時代に同い年のアイルトン・セナと知り合い、レースをしたり2人で写真を撮る仲だった。F1ジャーナリストの川井一仁とも同い年。
- 幼少期に両親は離婚しており、亜久里は母親に引き取られたが、カートを始めるのを機に、父親と住むことになった。
- F3時代、足車のカローラには型落ちになったF3用レースエンジン（腰下が同じ）を積んでいた。あるレースからの帰宅途中、前方でトレーラが切り替えしを始めたがスピードが出ていたため止まり切れず、トレーラーのオーバーハングに突っ込んだ。当該カローラはピラーから上の上屋はすべて取れた（本人曰く「コンバーチブルになった」）が、亜久里自身は無傷であった上に車も自走可能であったため、実地検分を終えた後、積んであったレース用ヘルメットをかぶって運転して帰ったところ親に怒られたという。
- F3参戦と並行しながら城西大学の大学生としても生活し、トムスで梱包や電話番等のアルバイトをしていた。但し本人曰くトムスでのバイトは「学生バイトのノリ」だったとの事。アルバイト中に舘信秀から「大学に通ってても偉くはなれないから」と進言されて中退した[注釈 9]。大学では理学部に在籍していたが、「毎日実験室に行かないといけなかった[13]」「酒飲んだり友達と麻雀して遊んだけど暗かった[14]」と大学生活を振り返っていた。
- F3デビュー当初は成績不振でかつ金欠だったため、転職を考えていた事もあるが、父親が自動車のオークション販売をやっていた事もあり、亜久里自身も車を買い取り乗りまわした後にメンテナンスをして転売をしていたことや、輸入物のオートマチックトランスミッション用のミッションオイルの販売を手掛けたことから、金銭的にも余裕が出て来たため参戦続行となった。
- 全日本F3000参戦中の1987年、スポンサーだったフットワークの大橋渡に「優勝したら何が欲しい?」と問われ亜久里は「ポルシェが欲しいですね。」と答えた。第8戦の鈴鹿で優勝を果たすと、大橋からタミヤのプラモデル（ポルシェの1/24モデル）を手渡された。数日後、本物のポルシェ・911のキーが届いた。
- ゴルフ場に行った際当時の愛車だったメルセデス・ベンツ・SLクラスが盗難されたことがある[15]。
- 1989年12月のテストで、初めてラルースのランボルギーニエンジン搭載車に乗った直後は非常に上機嫌で、「もう全然違うよ、何が違うって全部だよ全部。はじめてF1マシンに乗ったよ。踏めばちゃんと進むし、ミッションはカチッと入るし、ダウンフォースもあって路面に食いついて曲がる。これがF1だよ、今までは別クラスだった。」とコメントした[16]。
- 1990年から2シーズン在籍したラルースチームについて、「ジェラール・ドゥカルージュとミッシェル・テツの2人は本当にレースが好きなレースエンジニアのおじさんという感じで、このチームでは欧州でありがちな日本人に対する差別とか意地悪なんか一回も無かった。苦労もしたけどいいチームでしたよ」と述べている[17]。
- 逆に1992年からは2シーズン在籍したフットワークに関しては「そもそもあのチームは好きじゃなかった。オリバーはやる気がなく、金勘定しか頭にない。あの人の元でレースはしたくない。」「ジェンキンスがデザインしたマシンは全部一緒で、とにかく思うままに乗れなかった」「すごいオーバーステアで、速度が上がるほどフロントのダウンフォースが増えていくようなマシンだから、高速コーナーでは怖くてアクセルが踏めなかった」「ニューウェイ、バーナード、バーン、ポスルスウェイトのマネしかできない」と痛烈に批判しており、チームメイトだったデレック・ワーウィックも「やる気があったのは大橋オーナーだけ」と亜久里に同調していた。
- 1993年のシーズンオフ、翌年からハイテクが禁止される事について「ハイテク機能が禁止されるのはちょっと残念」と語っている。
- 上述の通り、1994年、JTCCに参戦するにあたって「日本人の若手を積極的に起用して育成すること」をトヨタに約束させていたにもかかわらず、トヨタがワークスチームに外国人ドライバーを続々と送り込んだためトヨタとは絶縁状態にある。しかしながら、若い頃引退の危機を救ったトムスの舘信秀への敬愛の念は変わらず、読売新聞のインタビューで舘のことを「自分の父親のような存在」と語っている。
- リジェで当初のフル参戦の予定からシートシェアへと変えさせられたトム・ウォーキンショーについては、五年後となる2000年のインタビューにて「僕、ウォーキンショウって好きですよ。彼と知り合ってF1のビジネスのやり方が勉強になった。あいつのやり方はおもしろい（笑）。でも僕は嘘をつけないしとぼけたりが出来ないから、ああいうふうには成れないかもね。ウォーキンショウはそういう部分うまいんだよ。」と好意的に話している[18]。
- ウォーキンショーとのその後の逸話として「'95年の当時は僕が（シートシェアになってしまって）いつまた走れるのかと悔しい思いもしたけど、でもトムは僕の100倍くらい痛手を負ってるんですよ。そのぶんの仕返しは充分にしたんです。どんな仕返しかはちょっと言えないけど、それがあってトムは僕のことを認めるようになったんだと思う。その後は対等な関係でビジネスの話をするようになったし、僕が向こうに行けばすごく丁寧に扱ってくれる。」と話し、水面下での駆け引きでウォーキンショーとビジネスの戦いをしたと示唆している[18]。
- ミハエル・シューマッハをF1デビューした頃から面倒を見ていたので、今でも仲が良い。グランプリの現場からミハエルがチャーターしたヘリに同乗して帰ることが良くある。「ミハエルに初めてキャビアを食べさせた男」とも古舘伊知郎に明かしている。デビューしたてのシューマッハはペイドライバーであったが、亜久里は億単位のギャラを得ていたため、食事を奢っていたという。約2年後にミハエル・シューマッハがF1で成功して自家用ジェットファルコンに乗り始めた当時、移動準備中の亜久里のファーストクラスのチケットを破って、「俺のシャトル（自家用ファルコンのこと）で行こうぜ！」とふざけて自慢してみせたとの逸話が残っている（なお、実際にモナコまで送り届けている）。
- ミハエル・シューマッハのサイン入りフェラーリを売ってしまったことがある（ジャンクSPORTSにて発言）。
- 『とんねるずの生でダラダラいかせて!!』（日本テレビ）の名物コーナー「生ダラKART GRAND PRIX」の1998年12月9日放送の第3戦ブラジルGP（実際は国内のカートコースで収録）で、チーム亜久里はトップ走行中にマシントラブルが発生した影響でビリになり、罰ゲームとして亜久里は丸坊主になった。ちなみに、同年7月29日放送の第1戦フランスGP（実際は筑波サーキットで収録）でもチーム亜久里はビリとなり、サイドを刈られている。
- その年の12月30日から翌日にかけて30時間放送されたTBSの番組テレビのちからにゲスト出演した。この出演は同番組のコーナー「スーパーキッズ21世紀夢チャレンジ」に登場した F1ドライバーになる事を夢見る天才カート少年 小林可夢偉 との対決の為であった。生ダラで丸坊主になった直後の亜久里は可夢偉に「今日は小学生と戦うって聞いたから、中学生になってきたよ」と自分の頭をなでながら洒落を利かせた言葉を放つ。カート対決では可夢偉に負けたが、可夢偉は子供ながらに亜久里が手を抜いていた事に気付いており、当時の心境や悔しさをF1ドライバーになった後にも語っている。レース終了後、亜久里は少年時代の可夢偉の力量を長所・短所を含めて的確に語っており、この出会いが後に可夢偉が「F1ドライバー」という夢を叶える原動力の一つとなった。
- 亜久里の在籍していた埼玉県坂戸市の城西大学正門先の急カーブは通称「アグリコーナー」「アグリカーブ」などと呼ばれ、亜久里が200km/hでコーナリングしたという伝説がある。
- 愛知県豊田市（旧 東加茂郡松平町、徳川家・松平家の祖先の地）にある高月院には、F1レーサー時代の書が残されている。そこには「いい人間だと思われているうちはダメなんだ」と書いてある。
- 2007年4月29日腸閉塞の治療および精密検査のために都内の病院に入院した。5月6日に退院。
- サマンサタバサジャパンリミテッドの株主であった。
- 2010年6月24日　ばんせい山丸証券が活動資金など計約16億2,600万円の返済を求めた訴訟の判決で、24日に東京地裁より全額支払い命令を受けた[19]。
- 息子の瑞翔（みずは）の妻は、元テレビ東京アナウンサーでフリーアナウンサーの秋元玲奈[20]。息子の妻の姉は、フジテレビ元アナウンサーの秋元優里。
- 1992年にはスーパーファミコン用ゲームソフト「鈴木亜久里のF1スーパードライビング」、1993年には同タイトルのゲームボーイ版が発売されていた。
- 「テリー土屋のくるまの話」にゲスト出演した際、癌を3回患った事を公表した（胃癌、肺癌、前立腺癌）[21]。

## 主な出演CM
- 日産自動車「ラングレー」（1986年 - 88年）
- 東芝「ダイナブック」「メッセ」（1989 - 92年）
- GEO（1989 - 90年）
- オートバックスセブン
- 興和「バンテリン1.」「0%エアロゲル」（2006年）
- 花壇自動車大学校（2021年）

## レース戦績

### 全日本F3選手権
| 年     | チーム               | シャシー                                   | エンジン     | 1     | 2      | 3       | 4       | 5       | 6      | 7       | 8       | 9     | 順位 | ポイント |
| ------ | -------------------- | ------------------------------------------ | ------------ | ----- | ------ | ------- | ------- | ------- | ------ | ------- | ------- | ----- | ---- | -------- |
| 1979年 | チーム伊太利屋w/テツ | ラルト・RT1                                | トヨタ・2T-G | SUZ   | FSW    | TSU     | FSW 13  | SUZ     | NIS    | SUZ 7   |         |       | 17位 | 4        |
| 1980年 | ハヤシ・カーズ       | ラルト・RT1                                | トヨタ・2T-G | SUZ 4 | TSU 12 | FSW 7   | NIS     | TSU Ret | FSW    | SUZ     | SUZ     |       | 13位 | 14       |
| 1981年 | ハヤシ・カーズ       | マーチ・803                                | トヨタ・2T-G | SUZ 5 | TSU 6  | FSW 15  | NIS 3   | SUG C   | TSU 11 | NIS DNS | SUZ     | SUZ 6 | 7位  | 32       |
| 1982年 | ハヤシ・カーズ       | ハヤシ・320                                | トヨタ・2T-G | SUZ 2 | FSW 2  | NIS 2   | SUZ Ret | SUG 3   | NIS 5  | SUZ 4   | TSU 3   | SUZ 4 | 4位  | 92       |
| 1983年 | ハヤシ・カーズ       | ハヤシ・321                                | トヨタ・2T-G | SUZ 1 | NIS 1  | SUG Ret | SUZ 2   | TSU 3   | SUZ 2  | SUZ 4   |         |       | 2位  | 62       |
| 1984年 | セントラル20         | マーチ・793                                | 日産・FJ20   | SUZ   | NIS    | FSW     | SUZ     | TSU     | SUZ 5  | TSU 1   | SUZ Ret |       | 7位  | 28       |
| 1985年 | NISMO                | マーチ・793 (Rd.1-3) ラルト・RT30 (Rd.4-7) | 日産・FJ20   | SUZ 1 | FSW 3  | SUZ 4   | TSU 2   | NIS 1   | SUZ 20 | SUZ 6   |         |       | 2位  | 77       |

### 全日本F2選手権,全日本F3000選手権
| 年     | チーム                           | 1     | 2     | 3     | 4     | 5       | 6       | 7       | 8       | 9     | 順位 | ポイント |
| ------ | -------------------------------- | ----- | ----- | ----- | ----- | ------- | ------- | ------- | ------- | ----- | ---- | -------- |
| 1985年 | NCスピード                       | SUZ   | FSW   | MIN   | SUZ   | SUZ     | FSW DNS | SUZ 8   | SUZ 10  |       | 16位 | 4        |
| 1986年 | ムーンクラフト                   | SUZ   | FSW   | MIN   | SUZ   | SUZ     | FSW     | SUZ     | SUZ 6   |       | 13位 | 6        |
| 1987年 | Footwork Sports レーシングチーム | SUZ 2 | FSW 2 | MIN 4 | SUZ 3 | SUZ 2   | SUG Ret | FSW Ret | SUZ 1   | SUZ 1 | 2位  | 107      |
| 1988年 | Footwork Sports レーシングチーム | SUZ 2 | FSW 1 | MIN 1 | SUZ 1 | SUG Ret | FSW 2   | SUZ 2   | SUZ Ret |       | 1位  | 45       |

### 全日本スポーツプロトタイプカー耐久選手権（JSPC）
| 年   | チーム                                   | コドライバー | 使用車両                          | クラス | 1       | 2       | 3       | 4       | 5       | 6       | 順位 | ポイント |
| ---- | ---------------------------------------- | ------------ | --------------------------------- | ------ | ------- | ------- | ------- | ------- | ------- | ------- | ---- | -------- |
| 1983 | パナスポーツ・ジャパン                   | 本橋敏夫     | MCS・グッピー/BMW                 | Cjr    | SUZ     | SUZ     | FSW Ret |         |         |         |      |          |
| 1984 | オートバックスレーシングチームwithウチダ | 星野薫       | 童夢・RC-83i/フォード             | C1     | SUZ     | TSU     | SUZ Ret | FSW DNS |         |         |      |          |
| 1985 | セントラル20                             | 柳田春人     | LM・04C/日産 ローラ・T810/日産    | C1     | SUZ Ret | FSW Ret | FSW Ret | SUZ Ret | FSW 8   | FSW     | 33位 | 1.5      |
| 1986 | パーソンズレーシーングチーム             | 松本恵二     | マーチ・86G/日産                  | C1     | SUZ     | FSW 5   | FSW 12  | SUZ Ret | FSW Ret | FSW Ret |      | 8        |
| 1987 | ハセミモータースポーツ                   | 長谷見昌弘   | マーチ・86G/日産 マーチ・87G/日産 | C1     | SUZ 8   | FSW Ret | FSW Ret | SUZ 22  | FSW Ret | FSW 8   | 42位 | 6        |
| 1988 | NISMO                                    | 長谷見昌弘   | 日産・R88C                        | C1     | FSW Ret | SUZ 8   | FSW 8   | FSW 3   | SUZ 3   | FSW 12  | 11位 | 30       |

### 世界耐久選手権,世界スポーツプロトタイプカー選手権
| 年     | 所属チーム                                 | コドライバー                                 | 使用車両              | クラス | 1      | 2       | 3       | 4       | 5       | 6       | 7     | 8   | 9       | 10      | 11  | 順位 | ポイント |
| ------ | ------------------------------------------ | -------------------------------------------- | --------------------- | ------ | ------ | ------- | ------- | ------- | ------- | ------- | ----- | --- | ------- | ------- | --- | ---- | -------- |
| 1982年 | トムス                                     | 舘信秀 星野薫                                | トムス童夢・セリカC   | C      | MNZ    | SIL     | NÜR     | LMN     | SPA     | MUG     | FSW 5 | BRH |         |         |     | 55位 | 8        |
| 1983年 | パナスポーツ・ジャパン                     | 本橋敏夫                                     | MCS・グッピー/BMW     | Cjr    | MNZ    | SIL     | NÜR     | LMN     | SPA     | FSW Ret | KYA   |     |         |         |     | NC   | 0        |
| 1984年 | オートバックスレーシンングチームwithウチダ | ルパート・キーガン                           | 童夢・RC-83i/フォード | C1     | MNZ    | SIL     | LMN     | NÜR     | BRH     | MOS     | SPA   | IMO | FSW DNS | KYA     | SUN | NC   | 0        |
| 1985年 | セントラル20                               | 柳田春人                                     | ローラ・T810/日産     | C1     | MUG    | MNZ     | SIL     | LMN     | HOC     | MOS     | SPA   | BRH | FSW 8   | SHA     |     |      | 1.5      |
| 1986年 | NISMO                                      | 星野一義 松本恵二                            | 日産・R86V            | C1     | MNZ    | SIL     | LMN Ret | NOR     | BRH     | JER     | NÜR   | SPA |         |         |     | NC   | 0        |
| 1986年 | パーソンズレーシングチーム                 | 松本恵二                                     | 日産・R86V            | C1     |        |         |         |         |         |         |       |     | FSW Ret |         |     | NC   | 0        |
| 1987年 | NISMO                                      | 長谷見昌弘 和田孝夫 (Rd.5)                   | 日産・R87E            | C1     | JAR    | JER     | MNZ     | SIL     | LMN Ret | NOR     | BRH   | NÜR | SPA     | FSW Ret |     | NC   | 0        |
| 1988年 | NISMO                                      | 星野一義 和田孝夫 長谷見昌弘 (Rd.10)         | 日産・R88C            | C1     | JER    | JAR     | MNZ     | SIL     | LMN Ret | BRN     | BRH   | NÜR | SPA     | FSW 12  | SUN | NC   | 0        |
| 1990年 | Taka-Qトヨタ・チーム・トムス               | ジョニー・ダンフリーズ ジェフ・リース (Rd.4) | トヨタ・90C-V         | Cat.2  | SUZ 20 | MNZ Ret | SIL     | SPA DNS | DIJ     | NÜR     | DON   | MTL | MEX     |         |     | NC   | 0        |

### マカオグランプリ
| 年     | チーム                                         | エンジン | 周回 | 合計タイム | LEG1 | LEG2 | 総合順位 |
| ------ | ---------------------------------------------- | -------- | ---- | ---------- | ---- | ---- | -------- |
| 1985年 | ニッサン・モータースポーツ・インターナショナル | 日産     | 14   |            | 19   | Ret  | NC       |

### 国際F3000選手権
| 年     | チーム                | シャシー        | エンジン       | タイヤ | 車番 | 1   | 2   | 3      | 4       | 5   | 6   | 7       | 8   | 9   | 10  | 11  | 順位 | ポイント |
| ------ | --------------------- | --------------- | -------------- | ------ | ---- | --- | --- | ------ | ------- | --- | --- | ------- | --- | --- | --- | --- | ---- | -------- |
| 1988年 | フットワーク スポーツ | マーチ・88B     | コスワース DFV | A      | 23   | JER | VLL | PAU 11 | SIL DNQ | MNZ | PER |         |     |     |     |     | NC   | 0        |
| 1988年 | フットワーク スポーツ | レイナード・88D | コスワース DFV | A      | 23   |     |     |        |         |     |     | BRH Ret | BIR | BUG | ZOL | DIJ | NC   | 0        |

### F1
| 年     | チーム                  | シャシー | 1        | 2        | 3        | 4        | 5        | 6        | 7        | 8        | 9        | 10       | 11       | 12       | 13       | 14       | 15       | 16       | 17  | WDC       | ポイント |
| ------ | ----------------------- | -------- | -------- | -------- | -------- | -------- | -------- | -------- | -------- | -------- | -------- | -------- | -------- | -------- | -------- | -------- | -------- | -------- | --- | --------- | -------- |
| 1988年 | ローラ／ラルース        | LC88     | BRA      | SMR      | MON      | MEX      | CAN      | DET      | FRA      | GBR      | GER      | HUN      | BEL      | ITA      | POR      | ESP      | JPN 16   | AUS      |     | NC (35位) | 0        |
| 1989年 | ザクスピード            | 891      | BRA DNPQ | SMR DNPQ | MON DNPQ | MEX DNPQ | USA DNPQ | CAN DNPQ | FRA DNPQ | GBR DNPQ | GER DNPQ | HUN DNPQ | BEL DNPQ | ITA DNPQ | POR DNPQ | ESP DNPQ | JPN DNPQ | AUS DNPQ |     | NC (44位) | 0        |
| 1990年 | ローラ／ラルース        | LC89     | USA Ret  | BRA Ret  |          |          |          |          |          |          |          |          |          |          |          |          |          |          |     | 12位      | 6        |
| 1990年 | ローラ／ラルース        | LC90     |          |          | SMR Ret  | MON Ret  | CAN 12   | MEX Ret  | FRA 7    | GBR 6    | GER Ret  | HUN Ret  | BEL Ret  | ITA Ret  | POR 14   | ESP 6    | JPN 3    | AUS Ret  |     | 12位      | 6        |
| 1991年 | ローラ／ラルース        | LC91     | USA 6    | BRA DNS  | SMR Ret  | MON Ret  | CAN Ret  | MEX Ret  | FRA Ret  | GBR Ret  | GER Ret  | HUN Ret  | BEL DNQ  | ITA DNQ  | POR Ret  | ESP DNQ  | JPN Ret  | AUS DNQ  |     | 22位      | 1        |
| 1992年 | フットワーク (アロウズ) | FA13     | RSA 8    | MEX DNQ  | BRA Ret  | ESP 7    | SMR 10   | MON 11   | CAN DNQ  | FRA Ret  | GBR 12   | GER Ret  | HUN Ret  | BEL 9    | ITA Ret  | POR 10   | JPN 8    | AUS 8    |     | NC (20位) | 0        |
| 1993年 | フットワーク (アロウズ) | FA13B    | RSA Ret  | BRA Ret  |          |          |          |          |          |          |          |          |          |          |          |          |          |          |     | NC (24位) | 0        |
| 1993年 | フットワーク (アロウズ) | FA14     |          |          | EUR Ret  | SMR 9    | ESP 10   | MON Ret  | CAN 13   | FRA 12   | GBR Ret  | GER Ret  | HUN Ret  | BEL Ret  | ITA Ret  | POR Ret  | JPN Ret  | AUS 7    |     | NC (24位) | 0        |
| 1994年 | ジョーダン              | 194      | BRA      | PAC Ret  | SMR      | MON      | ESP      | CAN      | FRA      | GBR      | GER      | HUN      | BEL      | ITA      | POR      | EUR      | JPN      | AUS      |     | NC (42位) | 0        |
| 1995年 | リジェ                  | JS41     | BRA 8    | ARG Ret  | SMR 11   | ESP      | MON      | CAN      | FRA      | GBR      | GER 6    | HUN      | BEL      | ITA      | POR      | EUR      | PAC Ret  | JPN DNS  | AUS | 17位      | 1        |

(key)

### 全日本ツーリングカー選手権（JTC）
| 年   | チーム                 | コドライバー           | 使用車両                   | クラス | 1       | 2     | 3       | 4       | 5       | 6       | 順位 | ポイント |
| ---- | ---------------------- | ---------------------- | -------------------------- | ------ | ------- | ----- | ------- | ------- | ------- | ------- | ---- | -------- |
| 1985 | NISMO                  | 長谷見昌弘             | 日産・スカイラインRSターボ | DIV.3  | SUG Ret | TSU   | NIS 2   | SUZ 2   | FSW 7   |         |      |          |
| 1986 | NISMO                  | 和田孝夫               | 日産・スカイラインRSターボ | DIV.3  | NIS 1   | SUG 1 | TSU 2   | SEN 2   | FSW 4   | SUZ 1   | 1位  |          |
| 1987 | ハセミモータースポーツ | 長谷見昌弘             | 日産・スカイラインRSターボ | DIV.3  | NIS Ret | SEN 9 | TSU Ret | SUG Ret | FSW Ret | SUZ 2   |      |          |
| 1988 | リコー NISMO           | アンデルス・オロフソン | 日産・スカイラインGTS-R    | JTC-1  | SUZ 1   | NIS 1 | SEN     | TSU     | SUG 6   | FSW Ret |      |          |

### 全日本ツーリングカー選手権（JTCC）
| 年     | チーム            | 使用車両       | 1      | 2      | 3    | 4    | 5      | 6      | 7      | 8      | 9        | 10     | 11     | 12     | 13     | 14       | 15     | 16       | 17     | 18     | 順位 | ポイント |
| ------ | ----------------- | -------------- | ------ | ------ | ---- | ---- | ------ | ------ | ------ | ------ | -------- | ------ | ------ | ------ | ------ | -------- | ------ | -------- | ------ | ------ | ---- | -------- |
| 1994年 | TOYOTA TEAM TOM's | トヨタ・コロナ | OAR1 9 | OAR2 5 | SUG1 | SUG2 | TOK1 3 | TOK2 2 | SUZ1 5 | SUZ2 4 | MIN1 Ret | MIN2 3 | TAI1 2 | TAI2 2 | TSU1 3 | TSU2 DNS | SEN1 3 | SEN2 Ret | FSW1 5 | FSW2 8 | 5位  | 102      |

### 全日本GT選手権
| 年     | チーム                     | コドライバー                               | 使用車両               | クラス | 1       | 2       | 3      | 4      | 5       | 6       | 7       | 順位 | ポイント |
| ------ | -------------------------- | ------------------------------------------ | ---------------------- | ------ | ------- | ------- | ------ | ------ | ------- | ------- | ------- | ---- | -------- |
| 1996年 | ZEXEL NISMO                | 福山英朗                                   | 日産・スカイラインGT-R | GT500  | SUZ 4   | FSW Ret | SEN 7  | FSW 3  | SUG 5   | MIN 3   |         | 6位  | 42       |
| 1997年 | ZEXEL NISMO                | エリック・コマス マルコ・アピチェラ (Rd.2) | 日産・スカイラインGT-R | GT500  | SUZ 1   | FSW 4   | SEN 2  | FSW 10 | MIN 9   | SUG 3   |         | 4位  | 60       |
| 1998年 | ZEXEL NISMO                | 影山正彦                                   | 日産・スカイラインGT-R | GT500  | SUZ Ret | FSW C   | SEN 2  | FSW 7  | TRM 11  | MIN 5   | SUG 9   | 8位  | 29       |
| 1999年 | ARTA ZEXEL NISMO           | ミハエル・クルム アルミン・ハーネ (Rd.2)   | 日産・スカイラインGT-R | GT500  | SUZ 5   | FSW 11  | SUG 9  | MIN 12 | FSW 12  | TAI 2   | TRM 2   | 6位  | 40       |
| 2000年 | Autobacs Racing Team Aguri | 土屋圭市                                   | ホンダ・NSX            | GT500  | TRM 7   | FSW Ret | SUG 15 | FSW 1  | TAI Ret | MIN Ret | SUZ DSQ | 13位 | 24       |

### 国際ツーリングカー選手権
| 年     | チーム            | 使用車両            | 1    | 2    | 3    | 4    | 5    | 6    | 7    | 8    | 9    | 10   | 11   | 12   | 13   | 14   | 15   | 16   | 17   | 18   | 19   | 20   | 21   | 22   | 23   | 24   | 25      | 26       | 順位 | ポイント |
| ------ | ----------------- | ------------------- | ---- | ---- | ---- | ---- | ---- | ---- | ---- | ---- | ---- | ---- | ---- | ---- | ---- | ---- | ---- | ---- | ---- | ---- | ---- | ---- | ---- | ---- | ---- | ---- | ------- | -------- | ---- | -------- |
| 1996年 | UPS メルセデスAMG | メルセデス・Cクラス | HOC1 | HOC2 | NUR1 | NUR2 | EST1 | EST2 | HEL1 | HEL2 | NOR1 | NOR2 | DIE1 | DIE2 | SIL1 | SIL2 | NUR1 | NUR2 | MAG1 | MAG2 | MUG1 | MUG2 | HOC1 | HOC2 | INT1 | INT2 | SUZ1 11 | SUZ2 DNS | NC   | 0        |

### FIA GT選手権
| 年     | チーム       | 使用車両            | クラス | 1   | 2   | 3   | 4   | 5   | 6   | 7     | 8   | 9   | 10  | 11  | 順位 | ポイント |
| ------ | ------------ | ------------------- | ------ | --- | --- | --- | --- | --- | --- | ----- | --- | --- | --- | --- | ---- | -------- |
| 1997年 | Mercedes AMG | メルセデス・CLK-GTR | GT1    | HOC | SIL | HEL | NUR | SPA | A1R | SUZ 7 | DON | MUG | SEB | LAG | NC   | 0        |

### ル・マン24時間レース
| 年     | チーム               | コ・ドライバー                                    | 使用車両            | クラス | 周回 | 総合順位 | クラス順位 |
| ------ | -------------------- | ------------------------------------------------- | ------------------- | ------ | ---- | -------- | ---------- |
| 1986年 | NISMO                | 星野一義 松本恵二                                 | 日産・R86V          | C1     | 64   | DNF      | DNF        |
| 1987年 | NISMO                | 長谷見昌弘 和田孝夫                               | 日産・R87E          | C1     | 117  | DNF      | DNF        |
| 1988年 | NISMO                | 星野一義 和田孝夫                                 | 日産・R88C          | C1     | 286  | DNF      | DNF        |
| 1990年 | Taka-Qトヨタ・トムス | ジョニー・ダンフリーズ ロベルト・ラヴァーリア     | トヨタ・90C-V       | C1     | 64   | DNF      | DNF        |
| 1996年 | NISMO                | 影山正彦 近藤真彦                                 | 日産 NISMO・GT-R LM | GT1    | 209  | DNF      | DNF        |
| 1997年 | NISMO TWR            | リカルド・パトレーゼ エリック・ヴァン・デ・ポール | 日産・R390 GT1      | GT1    | 121  | DNF      | DNF        |
| 1998年 | NISMO TWR            | 星野一義 影山正彦                                 | 日産・R390 GT1      | GT1    | 347  | 3位      | 3位        |
| 1999年 | NISMO                | 影山正美 エリック・ヴァン・デ・ポール             | 日産・R391          | LMP    | 0    | DNS      | DNS        |